# Clostridioides mangenotii
Clostridioides mangenotii è una specie di batterio appartenente alla famiglia delle Clostridiaceae.